# Brachyurophis australis
Espèce
Synonymes
- Simotes australis Krefft, 1864
- Simoselaps australis (Krefft, 1864)

Statut de conservation UICN

 LC  : Préoccupation mineure
Brachyurophis australis est une espèce de serpents de la famille des Elapidae.

## Répartition
Cette espèce est endémique d'Australie. Elle se rencontre dans le Sud-Ouest du Queensland, dans l'est de l'Australie-Méridionale, dans l'ouest de la Nouvelle-Galles du Sud et dans le Nord-Est du Victoria.

## Description
C'est un serpent venimeux.

## Publication originale
- Krefft, 1864 : Descriptions of three new species of Australian snakes. Proceedings of the Zoological Society of London, vol. 1864, p. 180-182 (texte intégral).